# Esseneiet
Het mineraal esseneiet is een calcium-ijzer-aluminium-inosilicaat, een verbinding van een inosilicaation met calcium, ijzer en aluminium met de molecuulformule CaFe3+AlSiO6. Het is een pyroxeen. Het is doorzichtig, het is roodbruin, het heeft een witte streepkleur en een glasglans. Het heeft een monoklien kristalstelsel en de splijting is perfect volgens kristalvlak [110]. De massadichtheid is 3,54 kg/l, de hardheid is 6 en het mineraal is niet radioactief. Esseneiet is, zoals andere pyroxenen, een algemeen mineraal in stollings- en metamorf gesteente. Het wordt onder andere in de Zuidelijke Oeral gevonden, in Rusland.